# Musée de Mahdia
Le musée de Mahdia est un musée archéologique et patrimonial tunisien situé dans la ville de Mahdia. Il possède, outre des collections archéologiques (puniques, romaines, byzantines et islamiques), des éléments liés aux traditions populaires de la région.

## Collections puniques, romaines et byzantines
- Trésor de Rougga ;
- Trésor de Chebba.

## Fouilles sous-marines de Mahdia
- Colonnes grecques ayant séjourné dans la mer.

Les éléments principaux sont conservés au musée national du Bardo.

## Collections islamiques
Certaines des œuvres remontent au Xe siècle, époque de la construction de la cité par les Fatimides :
- Boiseries ;
- Mosaïques ;
- Stucs ;
- Céramiques et faïences ;
- Collections de tissus et de costumes traditionnels.

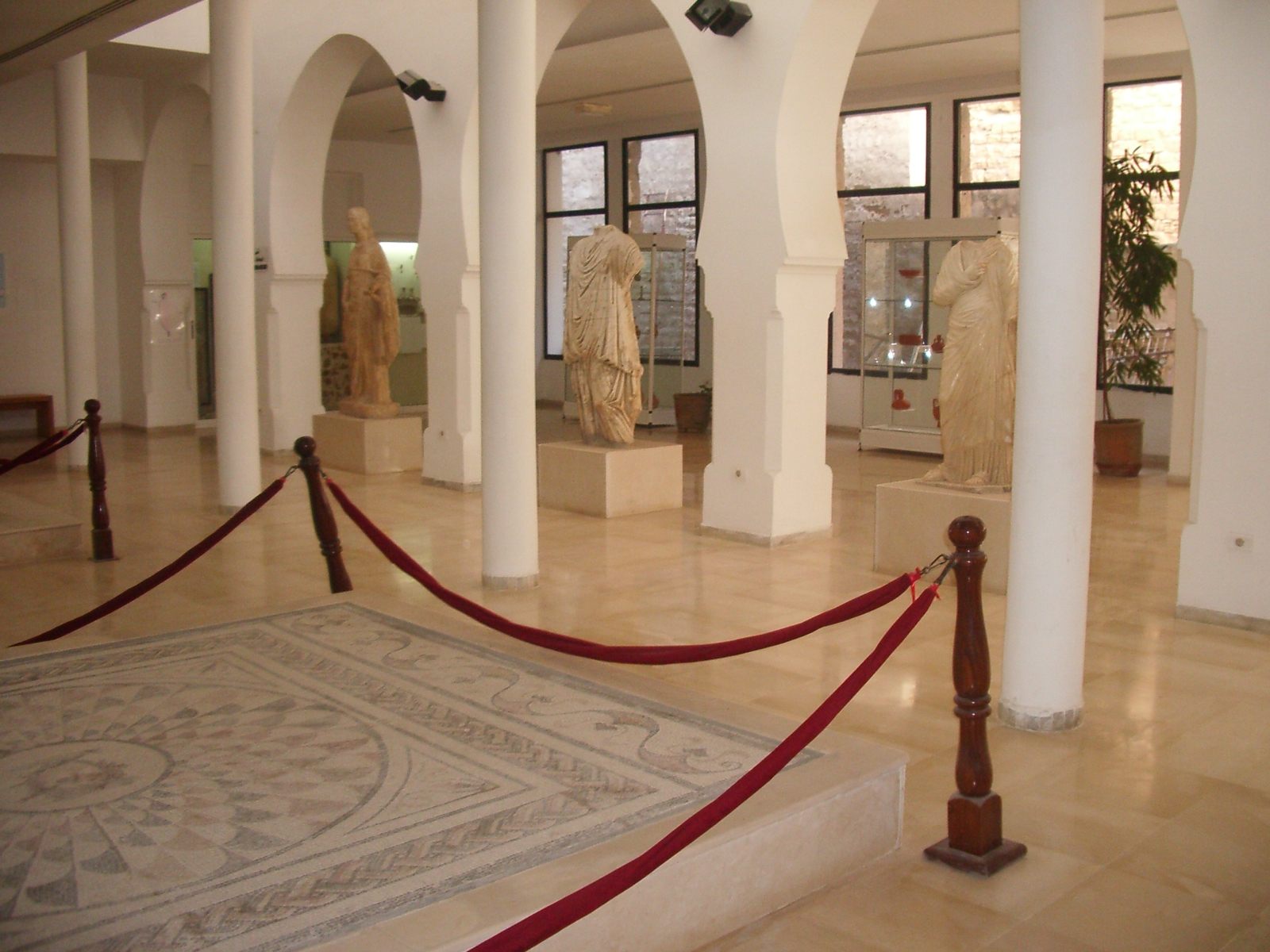
Vue du rez-de-chaussée du musée avec les collections antiques.
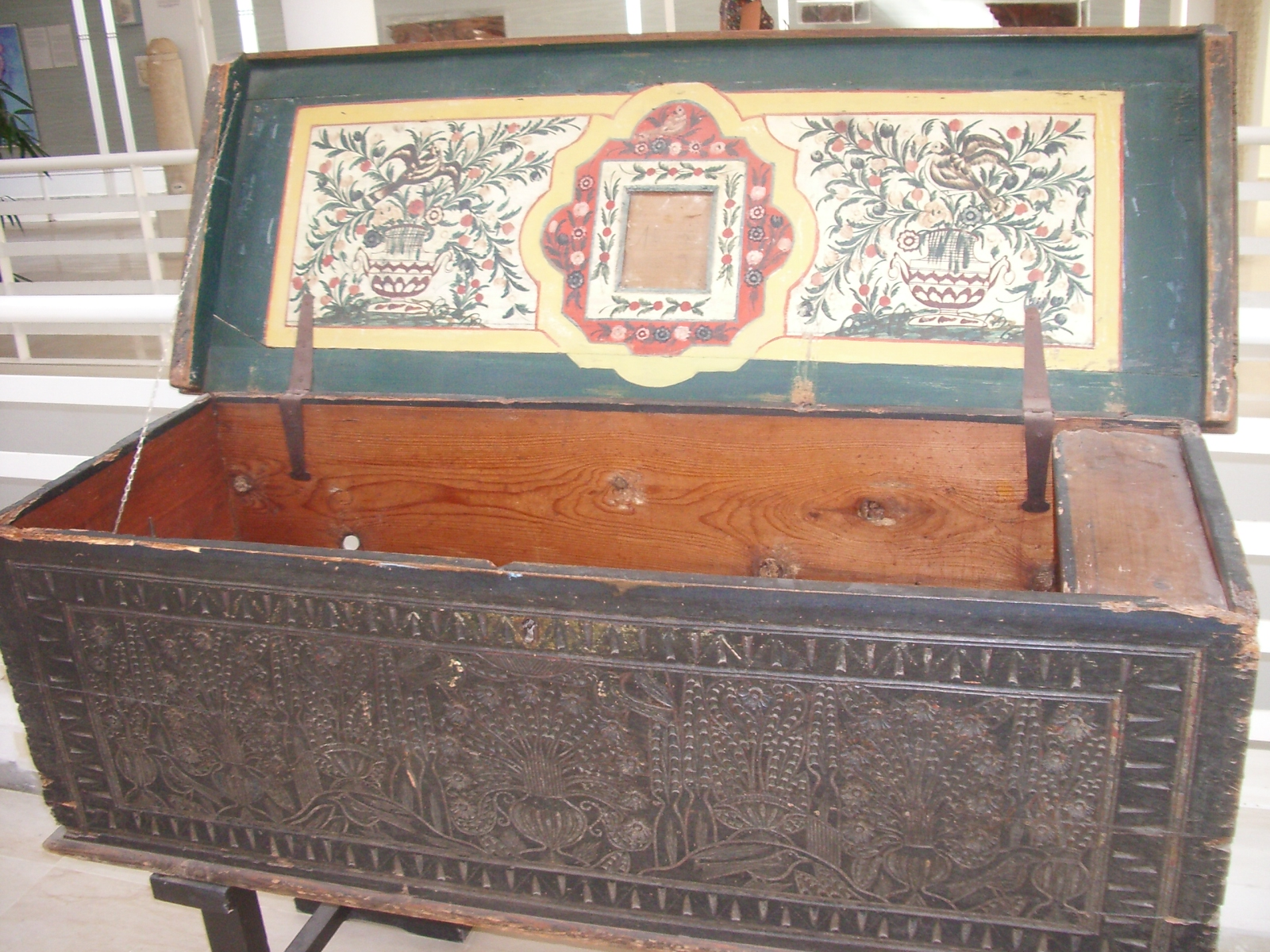
Coffre.
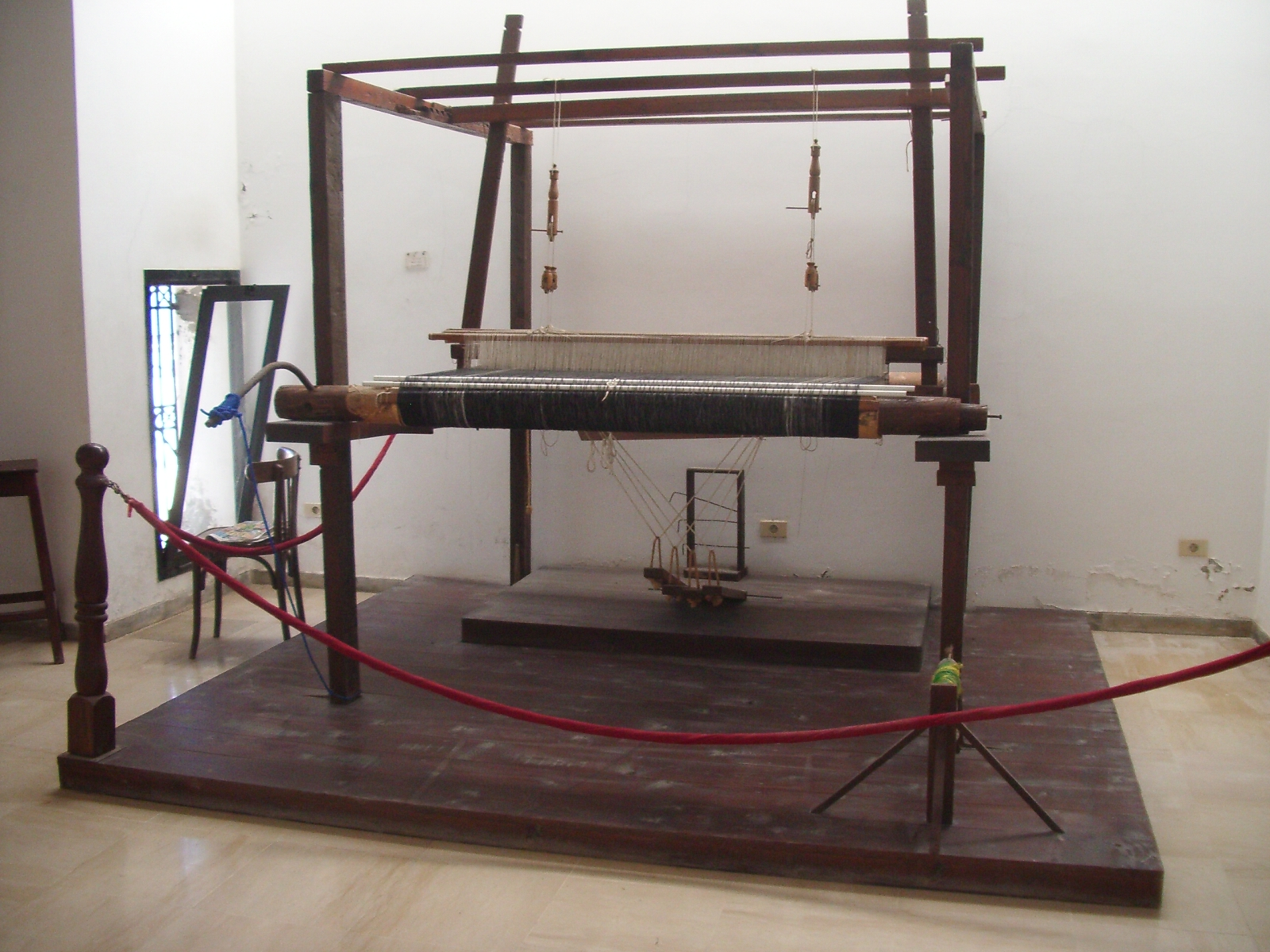
Métier à tisser.